# جان لیپسکای
جان لیپسکای (انگلیسی: John Lipsky؛ زادهٔ فوریه ۱۹۴۷ (۷۸ سال)) یک سیاست‌مدار اهل ایالات متحده آمریکا است.